# Ярополецкий сельский округ
Ярополецкий сельский округ — упразднённая административно-территориальная единица, существовавшая на территории Волоколамского района Московской области в 1994—2006 годах.
В первые годы советской власти возник Ярополецкий сельсовет. По состоянию на 1922 год он входил в Яропольскую волость Волоколамского уезда Московской губернии.
В 1926 году Ярополецкий с/с включал 1 населённый пункт — Ярополец, а также 1 посёлок, 1 больницу и 6 хуторов.
В 1929 году Ярополецкий с/с был отнесён к Волоколамскому району Московского округа Московской области. При этом к нему были присоединены Гарутинский и Гусевский с/с.
30 ноября 1951 году к Ярополецкому с/с было присоединено селение Парфеньково упразднённого Парфеньковского с/с.
14 июня 1954 года к Ярополецкому с/с были присоединены Алферьевский и Мусинский с/с.
2 февраля 1968 года селения Спас и Помазкино были переданы из Ярополецкого с/с в Ильино-Ярополецкий с/с.
7 августа 1973 года к Ярополецкому с/с был присоединён Ханевский сельсовет.
23 июня 1988 года в Ярополецком с/с были сняты с учёта селения Савкино и Услукино.
3 февраля 1994 года Ярополецкий с/с был преобразован в Ярополецкий сельский округ.
В ходе муниципальной реформы 2005 года Ярополецкий сельский округ прекратил своё существование как муниципальная единица. При этом все его населённые пункты были переданы в сельское поселение Ярополецкое.
29 ноября 2006 года Ярополецкий сельский округ исключён из учётных данных административно-территориальных и территориальных единиц Московской области.